# Chiese di Guardiagrele

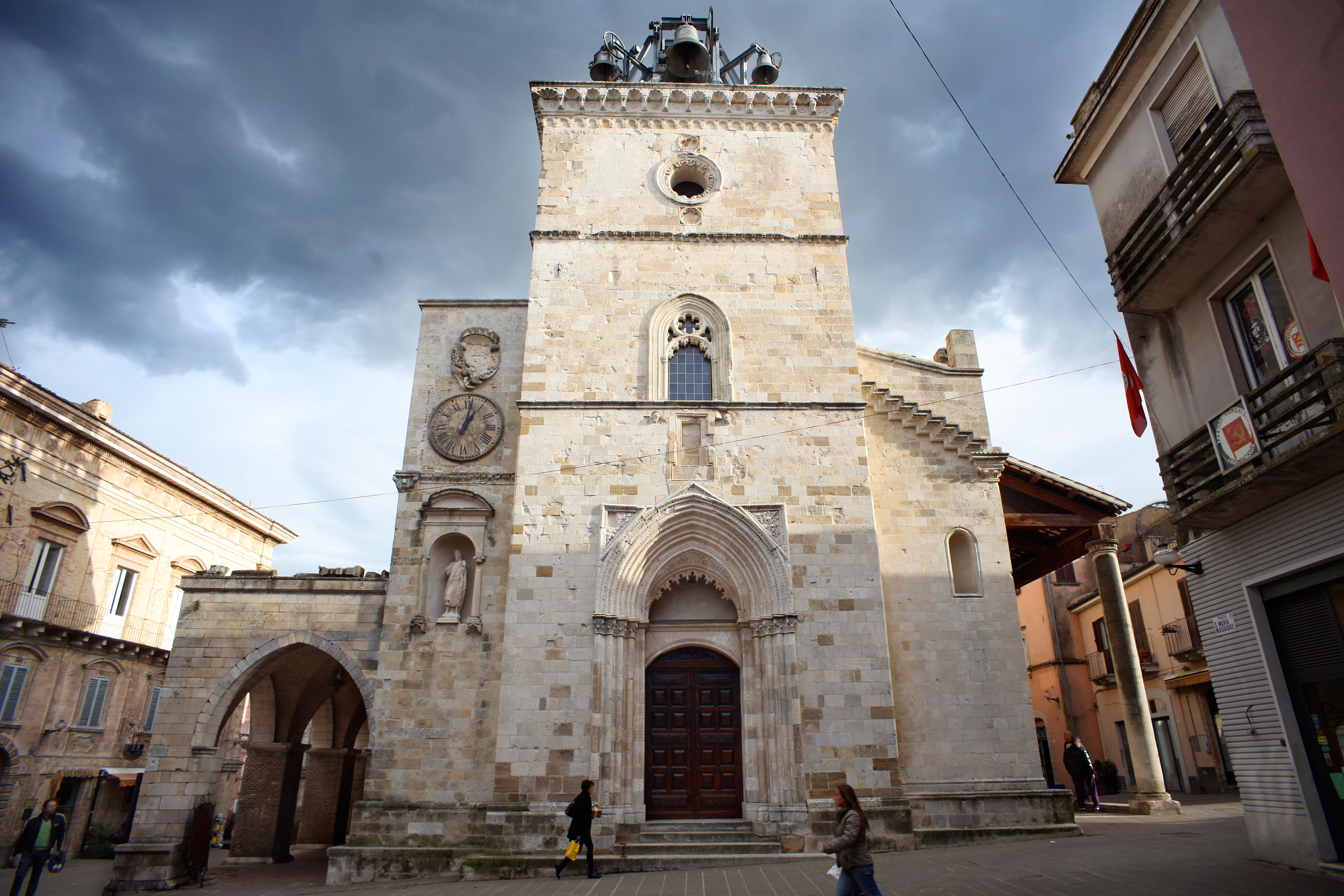
Il duomo

Le chiese di Guardiagrele sono la testimonianza della varietà dell'arte della città, e della rapida radicalizzazione dell'antica comunità longobarda, dalle credenze pagane al cristianesimo. Ciò è dimostrato dalla fondazione delle primitive chiese sopra templi romani intorno al V secolo d.C., successivamente rifondate in gran parte nel XII secolo, come la Cattedrale di Santa Maria Maggiore, che rappresenta il punto massimo dell'arte gotica guardiese, realizzata in pietra locale della Majella. Altri esempi di gotico sono presenti nelle parrocchie di San Francesco e di San Nicola di Bari.
Successivamente intorno al XVII secolo ci fu una nuova rivoluzione stilistica delle chiese, con l'influenza dell'arte barocca, fino a curiosi esempi di architettura liberty sperimentata nel '900, come la chiesa di Santa Maria del Carmine.

## Le origini

### Il tempio di Giove, ossia San Nicola di Bari
Il maggiore esempio dell'architettura romana a Grele, come detto, è ciò che resta di un antico tempio (dedicato a Giove), dove si trova l'attuale chiesa di San Nicola di Bari, con l'iscrizione, presso l'architrave di portale a caratteri gotici: "Instaurator Odorisius Gitepra fecit et uxor Virginia curavit Fulvio Guio Decio Romano viro". Benché il portale sia alquanto manomesso da fregi rinascimentali e gotici, si conservano le due colonne degli stipiti poggianti su leoni stilofori. La leggenda della fonazione della chiesa risale al III secolo d.C., quando la comunità cristiana, ancora senza tempio, fu perseguitata da Tiberio Poeta, che appiccò il fuoco a un fienile dove i cristiani si riunivanoIn seguito si decise la costruzione del tempio cristiano sopra quello di Giove, divenendo di fatto la prima chiesa cristiana di Guardiagrele, non di certo intitolata a San Nicola di Bari (vissuto secoli dopo la fondazione, ma forse al Salvatore o alla Vergine Maria), già in tempi remoti tuttavia, dal V secolo forse in poi venne intitolata a San Donato d'Arezzo. La chiesa oggi si presenta nella veste del restauro corposo barocco del 1775, era la cappella prediletta della nobile famiglia Ugni. 

### Il tempio di Diana

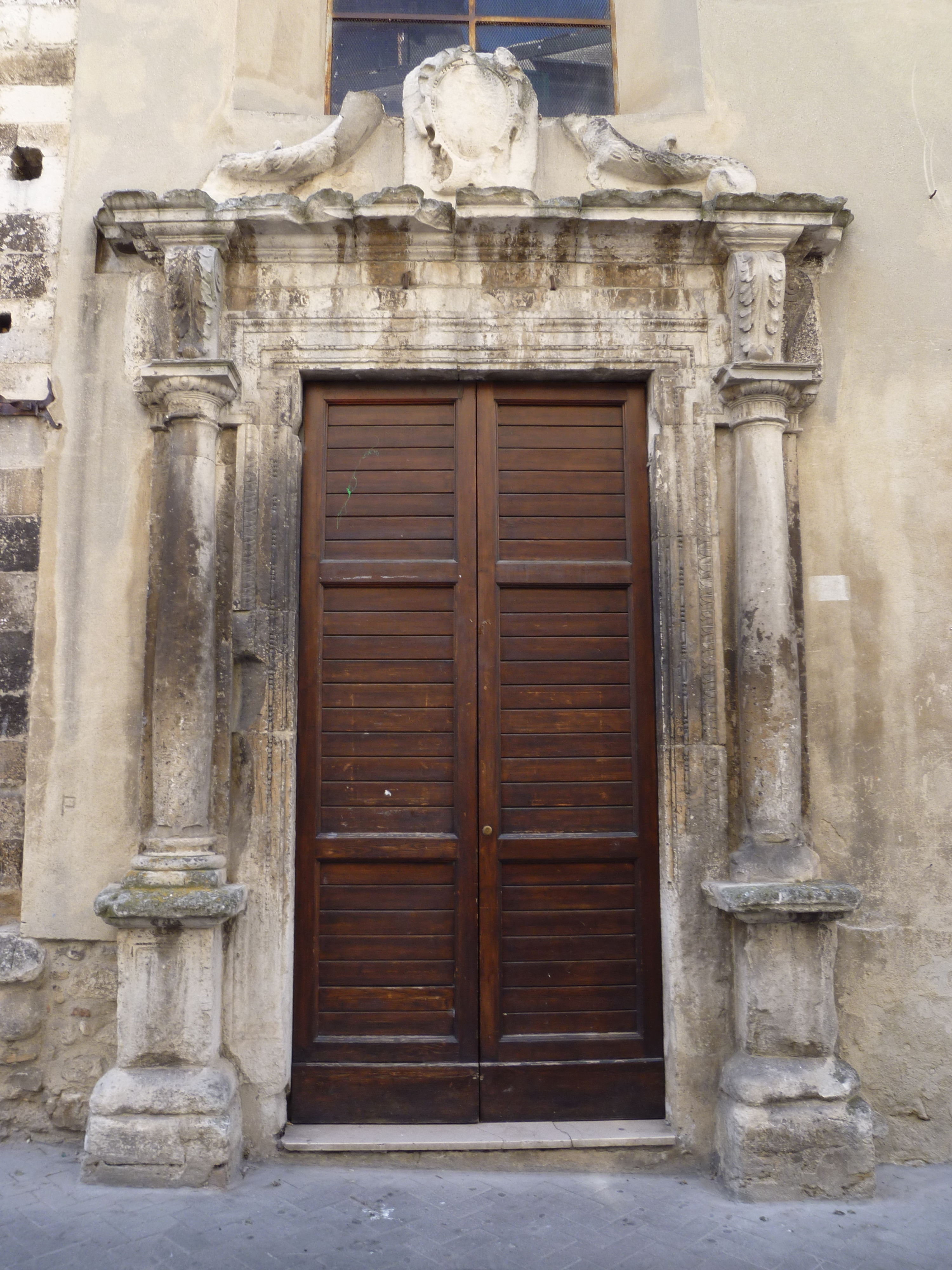
Festoni attorno allo stemma, del portale maggiore della chiesa di San Silvestro

Il tempio si trovava in via Roma, dove si trova la chiesa di San Silvestro, eretta tra il 362 e il 369 d.C. Di romano resta solo una parte del muro anteriore; la chiesa divenne immediatamente una delle principali chiese di Grele, nel 1044 Credindeo conte di Chieti fondò a Fara San Martino l'abbazia di San Martino in Valle, unendola alla giurisdizione di San Silvestro, ribaltata nel 1451 con la decisione di papa Nicolò V, sicché San Silvestro dovette pagare le tasse a San Martino. Nel 1636 la chiesa si trovò invischiata nelle controversie vescovili di Chieti per il possesso dei monasteri di San Salvatore alla Majella e San Martino in Valle, che si risolsero con una transazione e la soppressione del convento del primo monastero. San Salvatore alla Majella, i cui ruderi si trovano nell'altura di Rapino CH), nei dintorni di grotta del Colle, era uno dei monastero della Majella orientale più antichi fondati, esistente ancora in parte nel XVIII secolo, quando si decise di prelevare il portale romanico e di rimontarlo sulla facciata del convento di Sant'Antonio a Rapino, mentre le ante romaniche del portale in legno venivano condotte presso la chiesa di San Nicola a Pretoro (CH).
Il Ranierianalizza il fregio del portale rinascimentale con al decorazione di festoni e cornucopie, ipotizzando che possano trattarsi di fregi prelevati dall'antico tempio, soprattutto per la presenza di tagli volontari, affinché potesse essere conficcato in mezzo lo stemma della confraternita.

### La Collegiata di Santa Maria Maggiore: origini

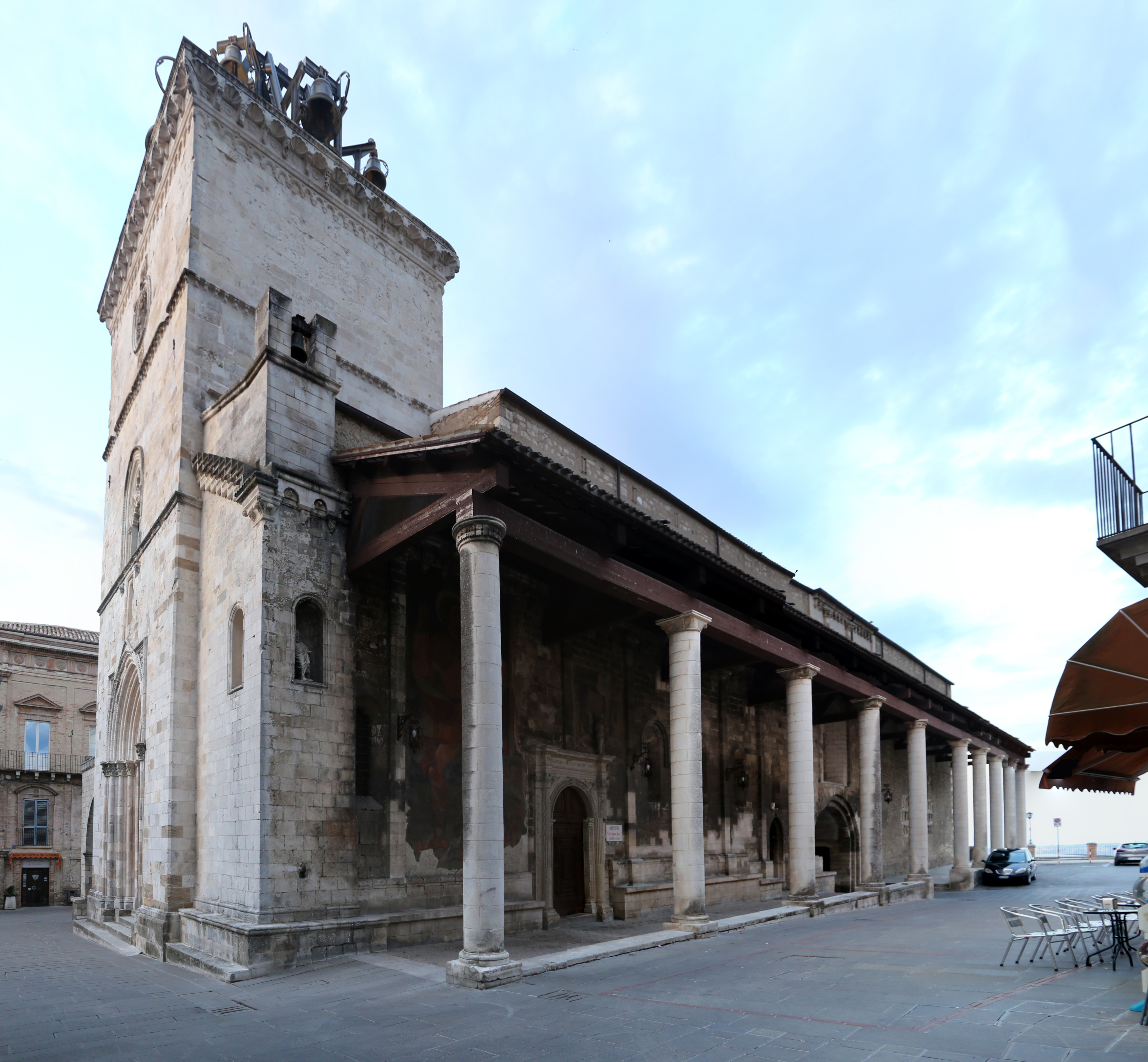
La Cattedrale

Le invasioni barbariche del 405-410 fecero sì che gli abitanti delle contrade ai piedi della Majella si rifugiassero all'interno delle mura di Grele. La popolazione raggiunse 4000 unità, e le chiese già esistenti non riuscivano a soddisfare le esigenze delle funzioni religiose, cosicché si decise la costruzione di una nuova chiesa. Il console romano Marco Basso ordinò la fondazione del Tempio di Santa Maria, e comprendeva già lo spazio occupato dall'edificio medievale del XII-XIII secolo, restaurato nello stile romanico-gotico. L'area di fondazione era periferica, dove si trovava il cimitero. AL tempio si accedeva per mezzo di una lunga scalinata posta a meridione, legata alla casa del governatore (ossia Corte vecchia), e per mezzo di un portale (quello laterale aggiunto alla chiesa di San Francesco d'Assisi). La seconda chiesa costruita dirimpetto, intitolata alla Natività del Signore, non si sa quando venne eretta, forse nel XII secolo, fatto sta che per la sua posizione presso la piazza, venne inglobata nel duomo con i lavori di rifacimento. La torre campanaria risale al 1110-1202, mentre l'unione delle due chiese avvenne nel 1706-13, quando la città venne ricostruita in seguito a un grave terremoto della Majella (1706).

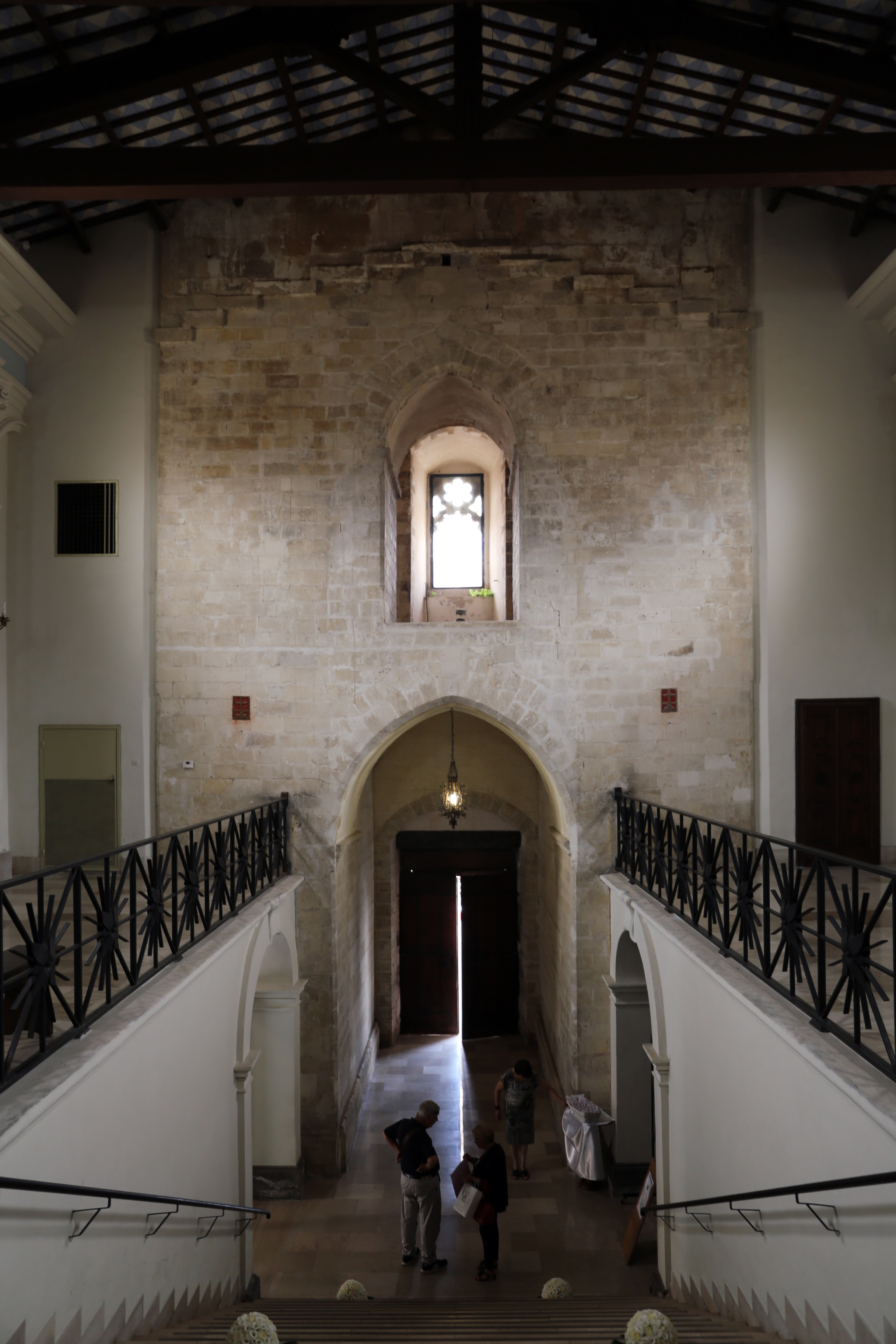
Il corpo centrale del campanile visto dalla scalinata interna del Duomo

## Duomo di Santa Maria Maggiore
È la principale chiesa della città, in Piazza Santa Maria Maggiore, interamente realizzata in pietra della Maiella. Il primo edificio religioso realizzato in loco, risalente al XIII secolo, consisteva in una chiesa cimiteriale del borgo di Guardia. Per poterlo ampliare nei secoli successivi, fu sopraelevato il presbiterio e realizzata una grande volta che scavalcava Via dei Cavalieri. Ciò avvenne con i lavori di rifacimento della chiesa dopo i danni del terremoto del 1706, e il nuovo edificio inglobò la chiesa attigua della Natività di Gesù, di cui restano ampie porzioni.
La facciata è occupata quasi interamente dal campanile quadrangolare, su cui è posto alla base un portale setiacuto nella prima metà del XV secolo, in stile gotico abruzzese, con nella lunetta il gruppo dell' "Annunciazione" di Nicola da Guardiagrele, che realizzò anche un Crocifisso in oro smaltato, conservato nell'attiguo Museo del Duomo allestito nel 1988 dal Prevosto Don Domenico Grossi. L'interno, ad aula unica e rimaneggiato nel tempo è di stile barocco, con il soffitto a capriate, ripristinato nel dopoguerra. Di interesse le cappelle laterali, e il pulpito in noce con scene dell'Ultima Cena.
Nel portico settentrionale della collegiata vi è un affresco raffigurante una Madonna allattante il Bambino, contornata da decorazioni in stucchi policromi. Sotto il portico meridionale si trova invece un affresco di San Cristoforo, opera di Andrea Delitio del 1473; e la grande lapide del 1881, in via Cavalieri, con gli stemmi nobiliari quattrocenteschi delle antiche famiglie di Guardiagrele

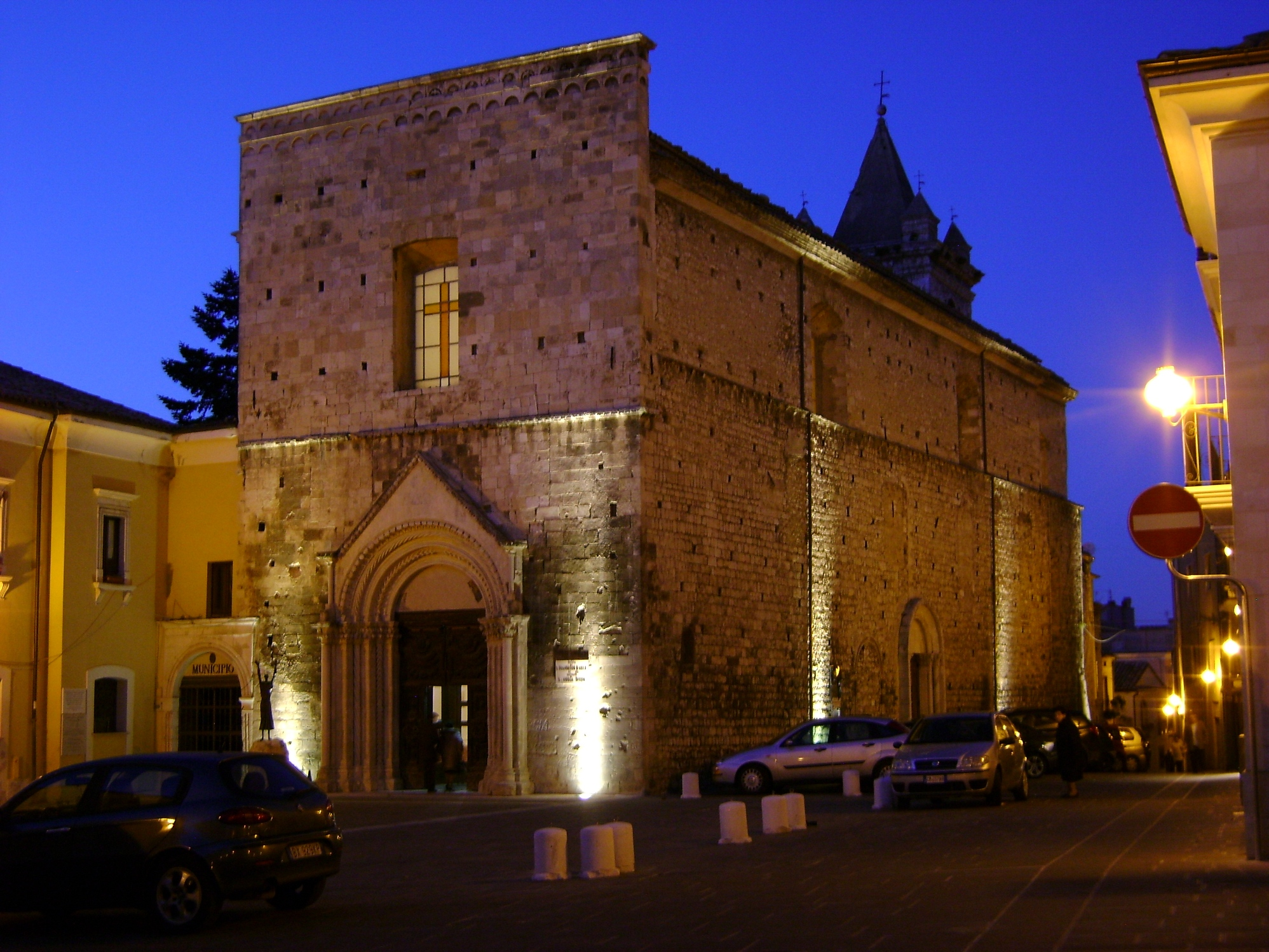
San Francesco di notte

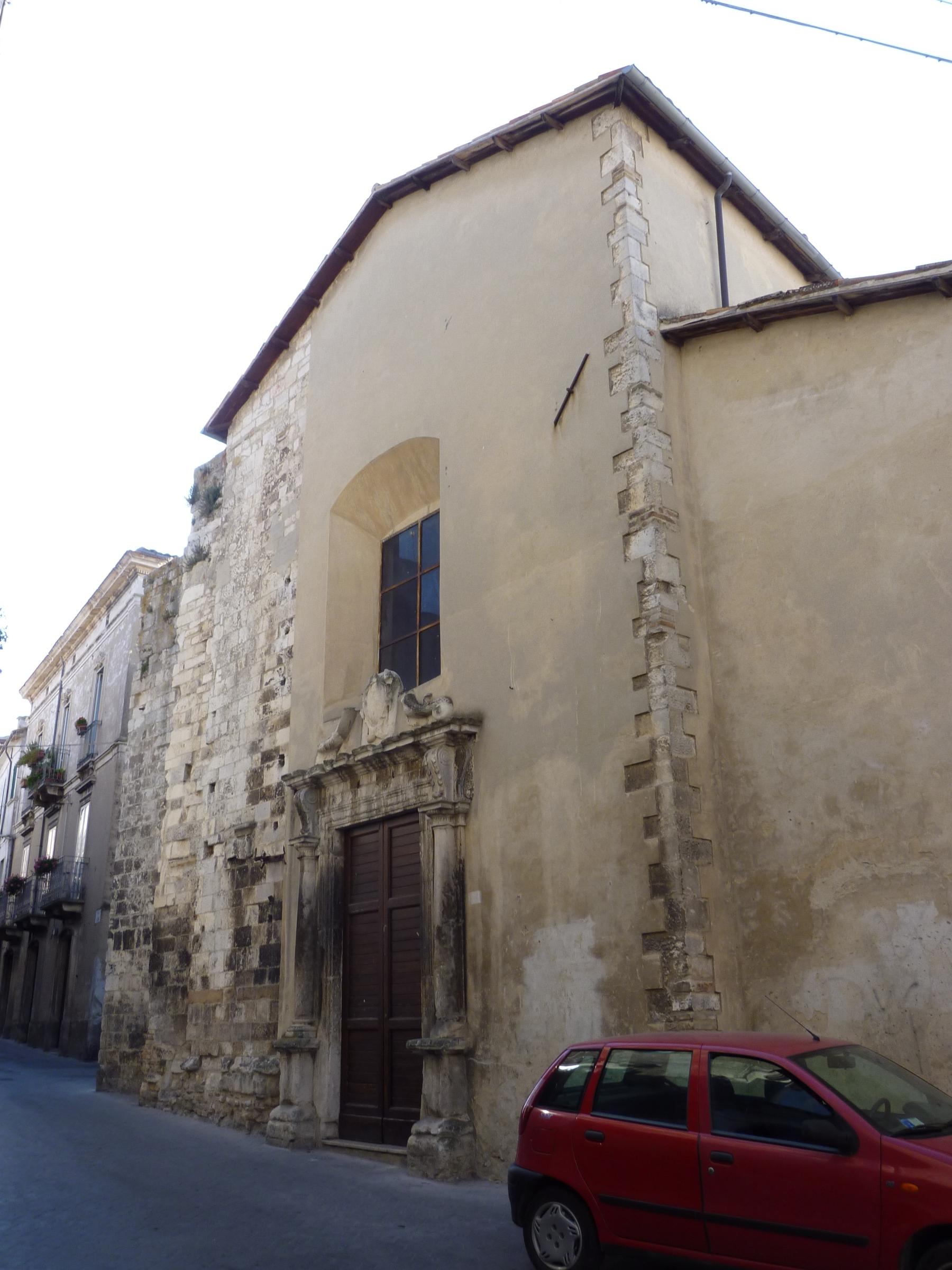
San Silvestro

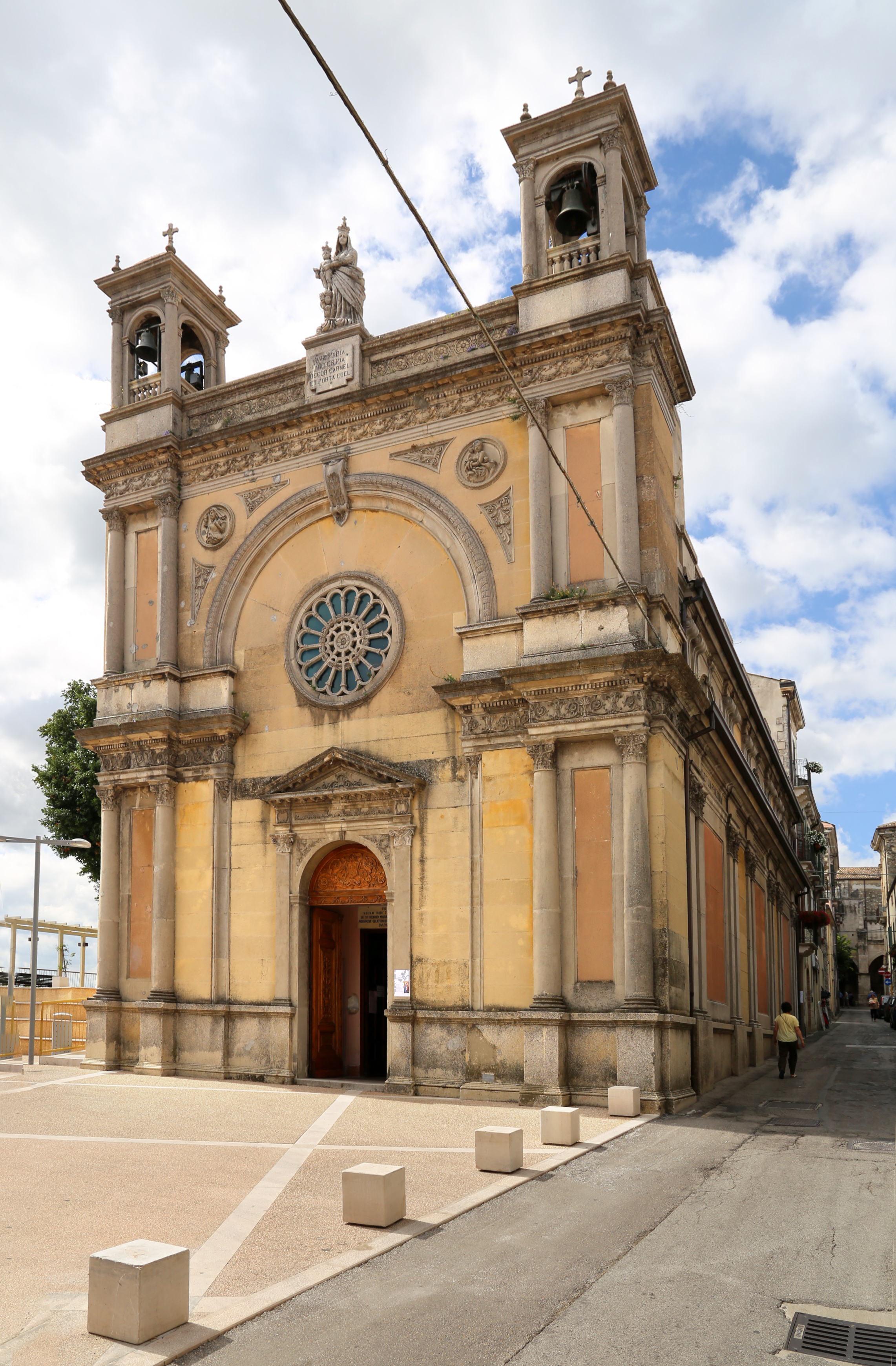
Santa Maria del Carmine

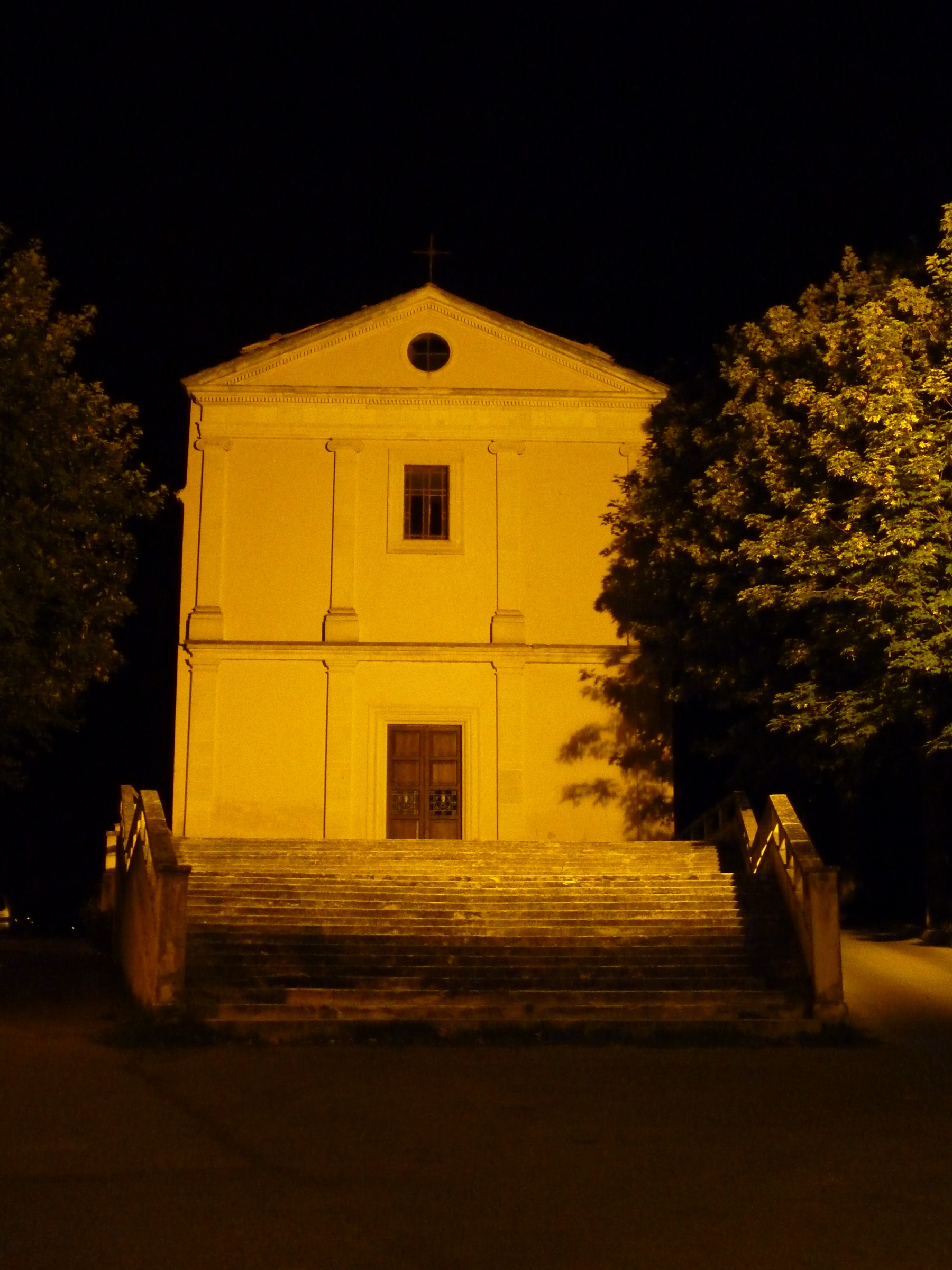
San Donato

## Chiesa di San Francesco e convento
Sorge in Piazza San Francesco, nella parte ovest della città. Caratterizzata da una facciata a coronamento orizzontale, venne eretta nel 1276 dai francescani al posto della chiesetta di San Siro. Nel 1340 in nobiluomo locale Napoleone I Orsini donò ai frati le reliquie di San Nicola Greco. Il ricco portale gotico è attribuito alla scuola trecentesca di Nicola Mancino. I locali dell'ex convento francescano ospitano attualmente il Municipio comunale e a museo del Costume locale.

## Chiesa di San Nicola di Bari
È probabilmente la chiesa più antica della città, situata all'ingresso di Via Roma, da Largo Garibaldi. Venne infatti eretta nel IV secolo suoi resti di un tempio pagano dedicato a Giove. L'esterno e il campanile sono realizzati in muratura di pietrame, intonacato solo sulla facciata. Quest'ultima è occupata da un portale cinquecentesco, fiancheggiato da due leoni stilofori. L'interno è frutto dei rimaneggiamenti operati nel XVIII secolo.

## Chiesa di San Silvestro
Situata in Via Roma, in seguito alla sconsacrazione degli anni sessanta, ospita al suo interno mostre, convegni e concerti. Secondo la tradizione la chiesa, romanica, fu eretta su un tempio dedicato alla dea Diana. La caratteristica facciata presenta la parte sinistra a pietrame squadrato e regolare a vista, mentre il resto del prospetto è intonacato. A causa di un intervento ricostruttivo del 1428, la parete laterale e quella posteriore presentano una cortina muraria in laterizio. Interessante è il portale tardo rinascimentale. L'interno è suddiviso in tre navate.

## Convento dei Cappuccini
La sua fondazione risale al 1599, presso la cappella suburbana di Santa Maria del Popolo, fuori dalle mura, poco lontano da Via Occidentale fuori Porta San Giovanni. In quest'ultima vi è un monumentale altare ligneo a struttura tripartita, con un caratteristico timpano spezzato e quattro tele inserite nella struttura, tra cui la centrale Immacolata tra angeli e santi. A fronteggiare il dipinto vi è un raffinato tabernacolo intarsiato in legno e avorio, terminante con una cupoletta a cipolla, opera di inizi Settecento dei marangoni, famosi intagliatori cappuccini.
Il piccolo chiostro del convento presenta al centro un pozzo in pietra della MaiellaCRI

### Cripta di S.Maria Maggiore (chiesa di san Rocco)

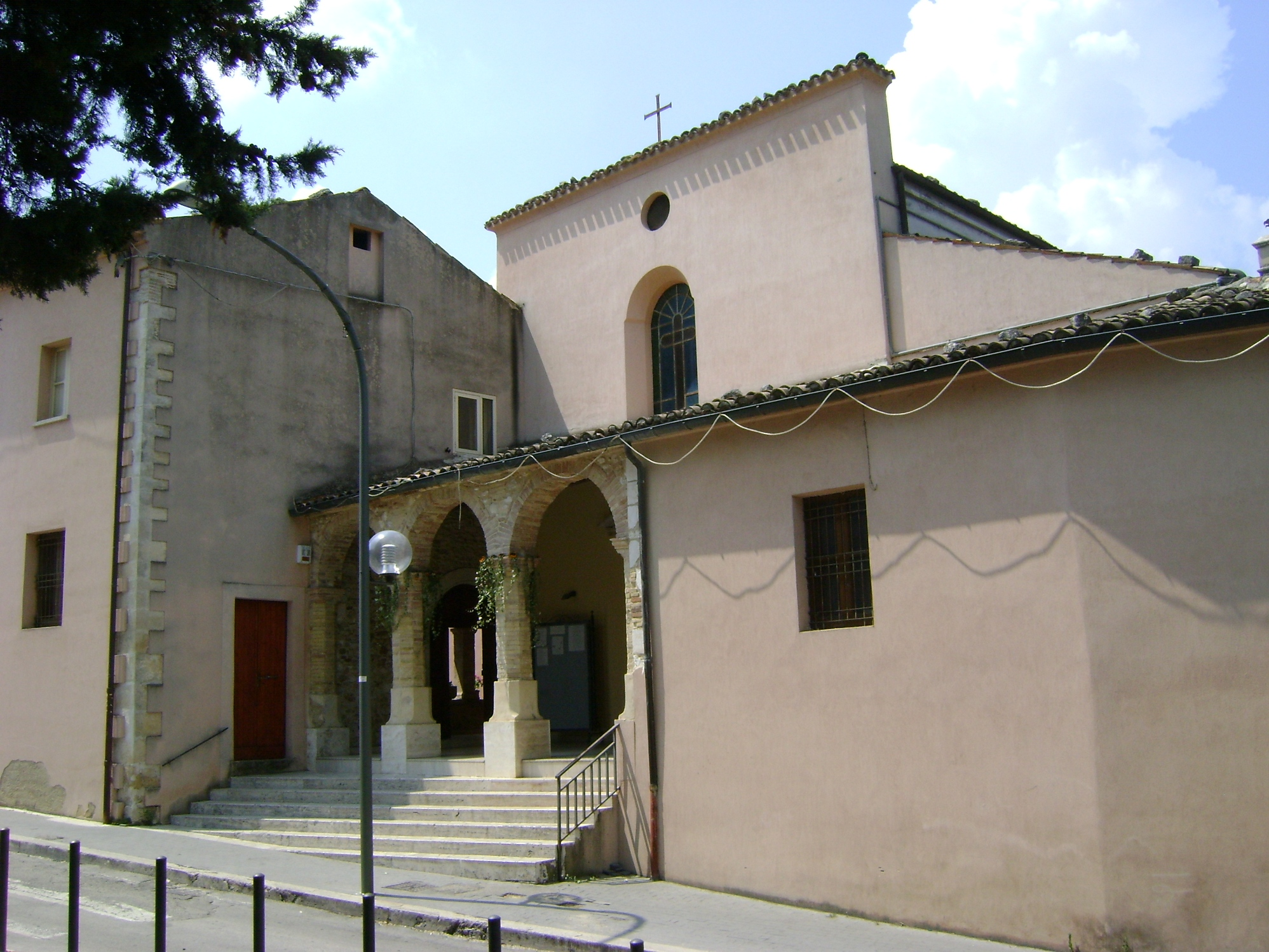
Convento dei Cappuccini

San Rocco è parte integrante della collegiata di Santa Maria Maggiore, realizzata in seguito ai lavori di sopraelevazione dello stesso nel Settecento. Accessibile dal sottopassaggio di Via Cavalieri. L'interno a tre navate conserva arredamenti barocchi. Tra i vari dipinti vi è una Madonna del Latte di Nicola Ranieri, in fondo alla navata centrale. Sulla controfacciata sono appoggiati due archi gotici in pietra.

## Chiesa di Santa Maria del Carmine
L'edificio si trova in Via Modesto Della Porta, assunse l'attuale aspetto con la ricostruzione di un antico convento celestiniano agli inizi del Novecento, la cui porta con la torre di guardia si trova poco più a sud, risalendo verso il Duomo. Nelle decorazioni esterne sono presenti richiami allo stile liberty, caratteristico il rosone, la statua monumentale della Madonna col Bambino, e le due torri campanarie gemelle. mentre l'interno possiede uno stile tipicamente barocco.

## Chiesa di Santa Chiara
Un tempo annessa ad un convento delle clarisse, fu edificata, secondo tradizioni non molto attendibili, nel 1220. Occupa la parte nord del centro storico, l'antico convento soppresso nel 1809, in breve venne demolito, lo storico Francesco Paolo Ranieri nel suo libro su Guardiagrele, alla fine del secolo, ricorda che esistevano ancora brandelli della struttura monastica. Nei primi anni del Novecento l'area dell'orto fu trasformata in villa, la chiesa intanto fu riconsacrata a "Santa Maria del Popolo", e il portale venne decorato in stile pseudo romanico dall'artista locale Felicetto Giuliante.
La facciata è arricchita da un portale del 1927 del Giuliante, sovrastato da finestrone rettangolare barocco; sul retro si erge un campanile a pianta rettangolare. L'interno a navata unica è riccamente decorato in stile barocco, con un pulpito in legno intagliato e alcune tele del Settecento e Ottocento, tra le quali San Michele che caccia il Demonio di Donato Teodoro da Chieti.

## Chiesa dell'Addolorata
Come attesta l'iscrizione sul portale, è stata eretta nel 1733, forse su una cappella preesistente distrutta dal terremoto del 1706. La chiesa sorge lungo via Tripio, ha un impianto rettangolare con l'esterno assai semplice, caratterizzato dal portale in pietra architravato, e da una torretta campanaria quadrangolare, in mattoni a vista.e pietra della Maiella L'interno è schiacciato, a navata unica, decorato secondo i canoni barocchi, con un monumentale soffitto igneo a lacunari disposti in ordine geometrico da formare armonie, sia a forma quadrangolare, che triangolare o romboidale, con all'interno fioroni o dipinti raffiguranti santi e la Madonna col Bambino. Gli episodi sono Scene di Vita di Cristo e Maria, sono stati eseguiti nel XIX secolo dal pittore guardiese Ferdinando Palmerio, di interesse  l'organo ''meccanico'' a canne 1880 recentemente restaurato , l'altare in legno di Cirmolo realizzato da un artigiano locale, e le statue dei santi, tra cui quella della Madonna Addolorata.

## Ex chiesa della Madonna del Popolo
La chiesa si trova tra via Cavalieri e via Modesto Della Porta, accanto al Duomo. Risale nella costruzione attuale al XVIII secolo, caratterizzata da facciata in pietra concia, portale architravato a decorazione mistilinea, e un finestrone centrale, con la cornice di facciata a riccioli, e un piccolo campanile a vela laterale. La chiesa all'interno è a navata unica, con la volta a botte lunettata. Nella seconda metà del Novecento la chiesa è stata sconsacrata, la chiesa vera e propria è stata adibita a ufficio della Biblioteca civica "Teodoro Rosica", i cui scaffali con i libri e sale di lettura si trovano dell'ex monastero, posto accanto alla chiesa, che si snoda lungo l'inizio di Via Orientale. La campana della chiesa tuttavia funzione ancora, e viene suonata in speciali ricorrenze, tra cui la festa patronale.

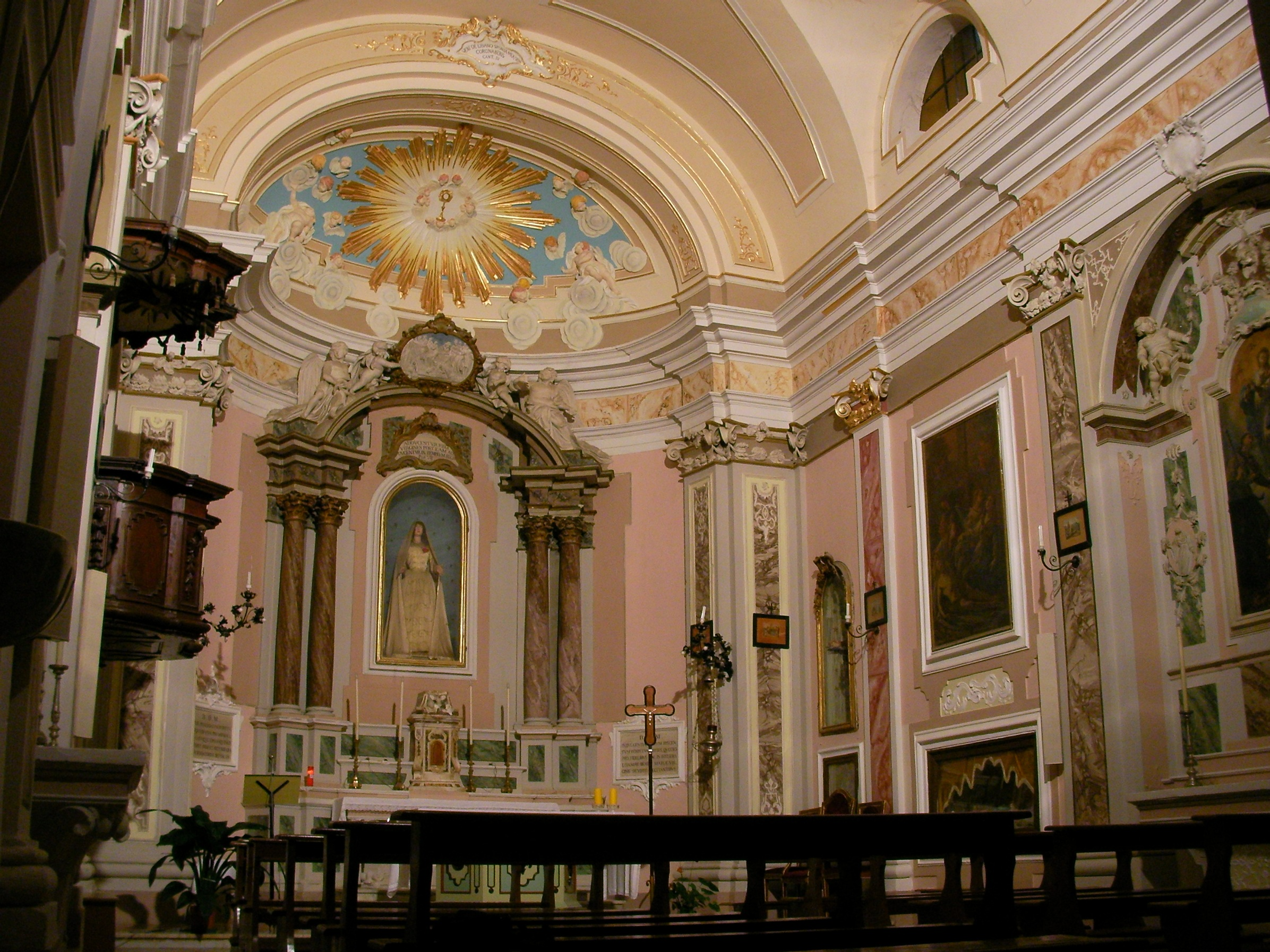
Interno della chiesa di Santa Chiara

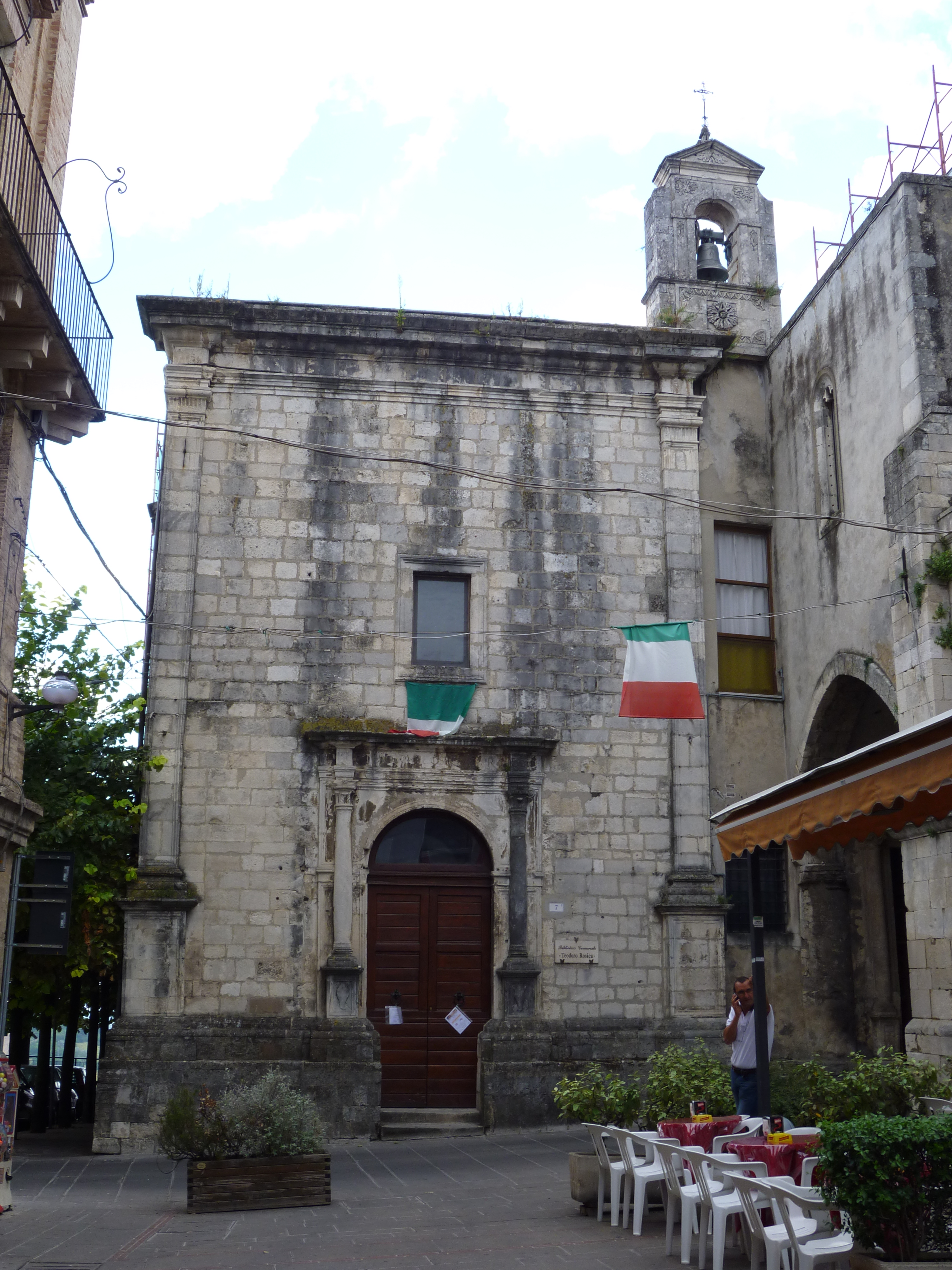
Ex chiesa della Madonna del Popolo

## Chiesa di San Donato
La chiesa si trova fuori dall'abitato, nella zona suda della strada statale verso contrada Villa Maiella, sopra una piccola altura. Risale al XVII-XVIII secolo, venne attaccata nel 1799 dai francesi, ed è dedicata al santo patrono di Guardiagrele.
La facciata, non particolarmente elaborata, è divisa in due livelli. L'interno, a navata unica, è movimentato da lesene che si alternano a tre archi a tutto sesto per lato, con una cornice sita all'altezza della volta a botte. In seguito ad un recente terremoto che lo danneggiò, il presbiterio venne demolito. A causa di ciò la volta si interrompe lasciando intravedere un soffitto a capriate con travi in legno e laterizi. L'altare maggiore è dominato da un vasto dipinto di Federico Spoltore raffigurante San Donato, patrono di Guardiagrele.

## Chiesa di Santa Maria del Rosario
È situata sul lato destro della piazza G.Garibaldi (Piano) e sovrasta la Porta del Vento. La chiesa risale al XVII secolo, forse eretta intorno al 1571 perché detta anche "della Vittoria", per ricordare la vittoria dei cristiani contro i Turchi nella battaglia di Lepanto; infatti la festa nella chiesa in onore della Madonna si svolge il 7 ottobre. La chiesa ha un aspetto planimetrico molto irregolare, frutto di rifacimenti dopo il 1706 a causa di un terremoto, con la parte absidale collegata alle mura di Porta del Vento, e l'esterno molto ristretto, con un ambiente quadrangolare irregolare, che termina con un campanile a torretta, e un altro, che permette l'accesso dal transetto, con un portale architravato. L'interno è a navata unica, molto ricco di ornamenti barocchi, un tabernacolo ligneo, delle statue di santi, e tele di Donato Teodoro.

## Chiese delle frazioni
Altre chiese, di minore importanza, sono situate nelle frazioni del comune di Guardiagrele: la chiesa di San Silvestro papa a Villa San Vincenzo, la chiesa di San Giuseppe Artigiano a Comino, la chiesa di San Biagio a San Biase e la chiesa di San Domenico a San Domenico.
- Chiesa di San Leonardo: si trova nella contrada omonima, risale agli anni '50, restaurando una precedente cappella. Ha impianto rettangolare con tetto spiovente, molto semplice, la facciata decorata da portale architravato e un oculo centrale per la luce.
- Chiesa di San Giuseppe Artigiano: chiesa parrocchiale di Comino, realizzata negli anni '60-'70, caratterizzata da un aspetto moderno, e molto schematico dal punto di vista geometrico, soprattutto per quanto riguarda l'uso di piloni di cemento per la scansione regolare del perimetro del tempio, e della vicina torre campanaria.
- Chiesa di San Domenico: si trova nella contrada omonima, ha aspetto rettangolare, con facciata decorata da portale architravato e sovrastante finestrone rettangolare.

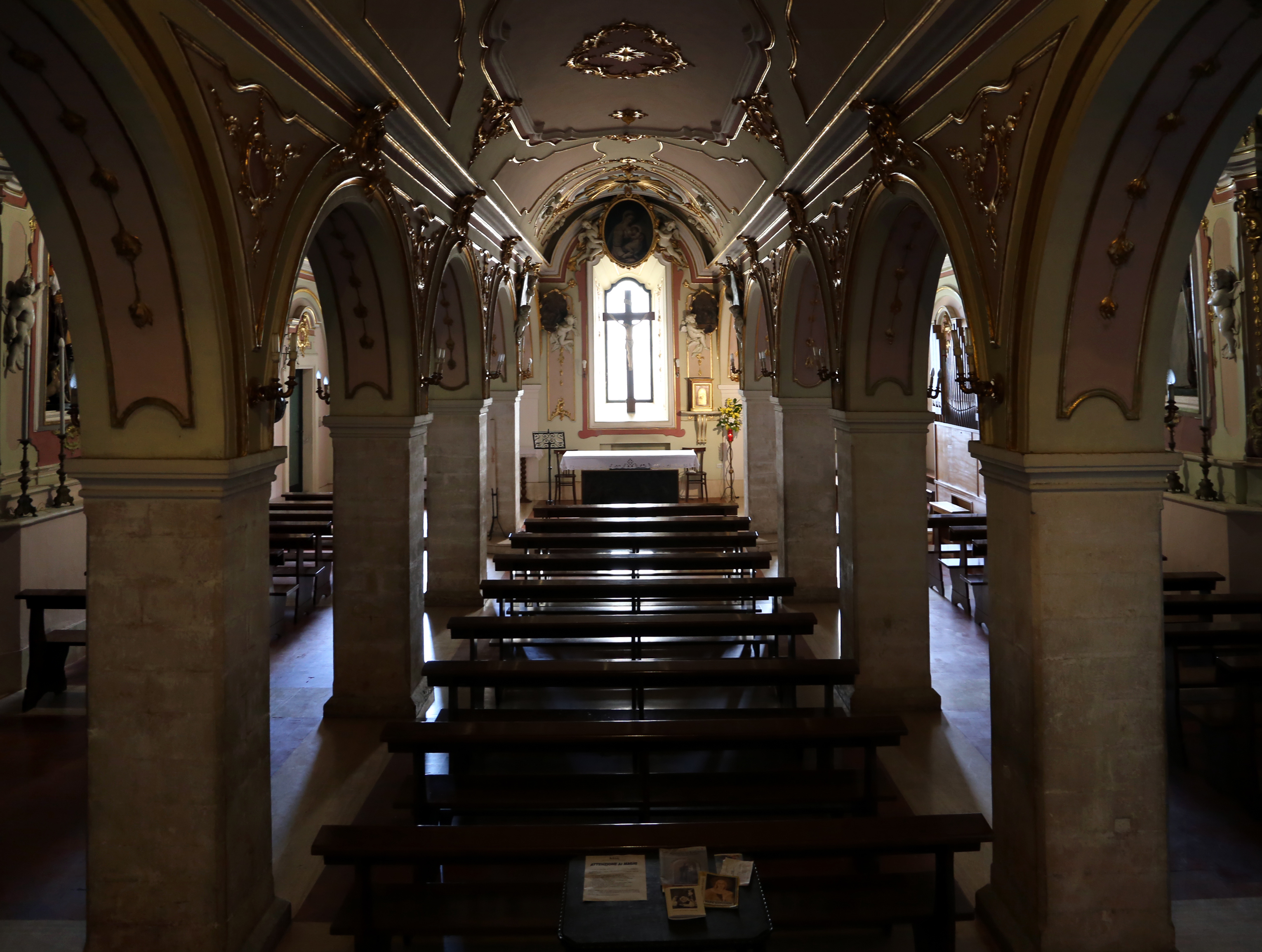
Interno della chiesa di San Rocco, in Via Cavalieri

- Chiese di Santa Lucia della Strada e Santa Lucia di Comino: facevano parte della badia di San Clemente di Comino, poste sul regio tratturo di Guardiagrele. La chiesa di Santa Lucia della Strada, posta nella località omonima, è l'unica ad essere sopravvissuta, Tuttavia, trovandosi in cattivo stato di conservazione, è stata massicciamente restaurata in uno stile moderno, in modo da snaturarne completamente l'antichità storica.
- Santuario della Madonna delle Grazie: si trova nella località omonima, passando per via Anello. La chiesa risale al XVII secolo, e conserva un aspetto rurale, a pianta rettangolare, con la tipica facciata a capanna all'abruzzese, con l'oculo centrale e un nartece porticato che immette all'ingresso.
- Chiesa parrocchiale di San Silvestro e San Vincenzo: si trova nella contrada Villa San Vincenzo, è una delle chiese più monumentali delle frazioni guardiesi, caratterizzata da impianto rettangolare, in parte rifatto nel Novecento, con un porticato laterali, e la facciata quadrangolare, decorata da tre archi ciechi con un portale centrale decorato da una lunetta a maioliche dipinte. Il campanile laterale è una torre a pianta quadrata, con tre campane nella cella campanaria, e sovrastante decorazione a gabbia in ferro battuto, per le campane che battono l'ora.
- Chiesa della Beata Vergine Maria del Carmine: si trova nella piazza di contrada Caporosso. Risale alla fine dell'Ottocento, restaurata negli anni 50 negli interni. Ha impianto rettangolare a capanna,  facciata sobria con portale architravato e finestrone rettangolare, in campanile a torretta in mattoni rossi. L'interno è spoglio, a nave unica, con altare maggiore in marmo, che ospita la statua lignea della Madonna.
- Chiesa di San Biagio Vescovo: si trova in contrada San Biase, risale al tardo Ottocento, realizzata sopra una preesistente cappella. L'esterno a pianta rettangolare, ha la facciata in mattoni a vista, portale architravato con timpano spezzato, oculo centrale per accogliere la luce, e campanile laterale a torretta. Interno molto semplice a navata unica, intonacatao.

- Chiesa di Sant'Antonio di Padova: chiesa moderna del primo ventennio del Novecento, in località Melone, realizzata in stile neogotico, per quanto riguarda l'aspetto delle finestre e del portale ogivale.

## Chiese scomparse

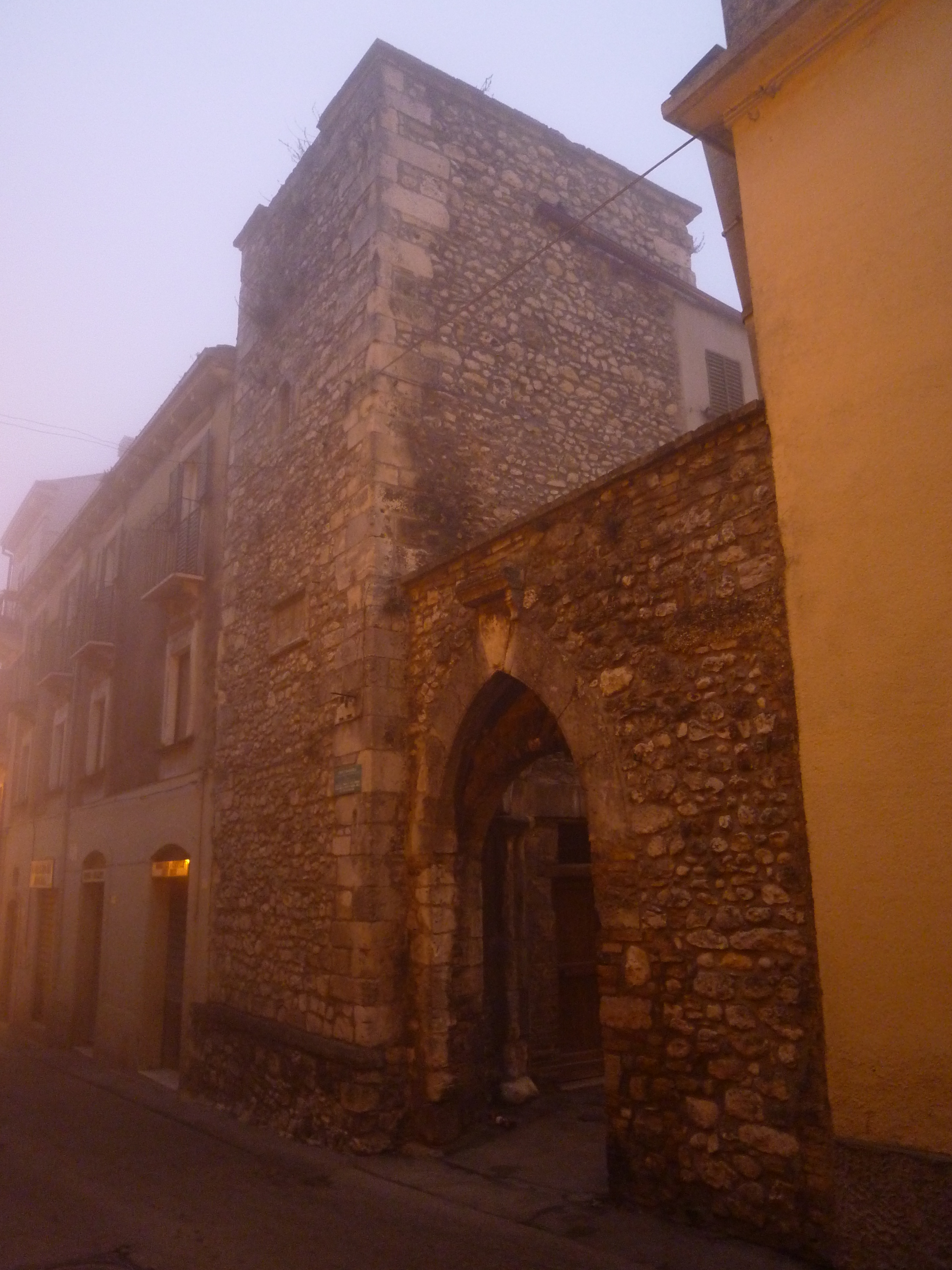
Veduta della torre e della porta dell'ex chiesa di San Pietro Celestino

- Chiesa di San Clemente in Badia: era la chiesa principale di contrada Comino, prima della costruzione, negli anni '60 della parrocchia di San Giuseppe; fondata nell'anno 654 dalla famiglia Galeroni di Guardiagrele; nel 1056 fu donata in gestione a San Salvatore alla Majella da Raniero di Cono. Il controllo di San Salvatore fu saldo sino al XVIII secolo. Nel 1803 a beneficio vacante della chiesa, il feudo venne venduto dal marchese Pietro De Petriis; la chiesa era già in abbandono, alcuni ruderi sono visibili presso località La Foce.
- Chiesa di Santa Maria de Plano: i ruderi sono presso Comino; faceva parte della giurisdizione di San Clemente in Badia; papa Pasquale II in seguito la dette in giurisdizione al monastero di San Martino in Valle (Fara San Martino). Già prima del 1803 la chiesa era andata in rovina.
- Chiesa di San Pancrazio: nominata nella bolla papale di Alessandro II, andò in rovina già al tempo della descrizione di Francesco Paolo Ranieri (metà Ottocento)
- Chiese di Santa Maria in Monte e San Giovanni Battista: la prima si trovava presso Comino, di proprietà del monastero di San Martino in Valle, scomparsa già da tempi remoti. La seconda si trovava presso un romitorio in località Fonte San Giovanni, presso le cascate di Bocca di Valle.
- Chiesa di San Pietro Celestino: si trova su via Modesto Della Porta, fu fondata nel XIII secolo come complesso dei Padri Celestini, provvista di una torre di controllo, ancora oggi ben visibile. La chiesa dopo la soppressione degli ordini, fu gravata dal terremoto del 1706, e non più ricostruita, ma di sicuro adibita ad uso civile, poiché il ruolo di parrocchia di questa porzione del centro fu assunto dalla nuova chiesa della Madonna del Carmine, poco distante. La chiesa tuttavia oggi conserva ancora molto bene l'ingresso, ad arco ogivale in pietra concia, con sopra un cartiglio con un'iscrizione, che ne attesta la fondazione e la dedica a Pietro da Morrone, noto come papa Celestino V. Accanto sorge l'imponente torre quadrata, che però doveva essere più elevata della porzione attuale.Un secondo ingresso murato a una casa si trova oltre l'arco gotico, e la strada immette al moderno belvedere sulla vallata, ricavato dal piazzale della chiesa del Carmine.